# Julião Neto
Julião de Miranda Henriques Neto (* 16. August 1981 in Igarapé-Miri bei Belém, Pará) ist ein ehemaliger brasilianischer Boxer. Er war unter anderem Gewinner der Panamerikameisterschaften 2010 und der Südamerikaspiele 2014, sowie Teilnehmer der Olympischen Sommerspiele 2012 und 2016.

## Boxkarriere
Er wurde 2002 Brasilianischer Meister im Halbfliegengewicht, sowie 2008, 2011 und 2012 Brasilianischer Meister im Fliegengewicht. In den Jahren 2003, 2004 und 2006 wurde er jeweils Vizemeister.
Er schied im März 2008 bei der amerikanischen Olympiaqualifikation in Port of Spain gegen William Urina aus, gewann jedoch im Juni 2008 die Silbermedaille bei den Panamerikameisterschaften in Cuenca, nachdem er erst im Finale knapp mit 7:7+ gegen Andry Laffita unterlegen war.
Eine weitere Silbermedaille gewann er im März 2010 bei den Südamerikaspielen in Medellín, als er im Finale gegen Ceiber Ávila verloren hatte. Bei den Panamerikameisterschaften im Juni 2010 in Quito gewann er die Goldmedaille und besiegte dabei unter anderem Jonathan González und José Meza. Bei der Militär-Weltmeisterschaft der CISM im Oktober 2010 in Camp Lejeune gewann er erneut eine Silbermedaille.
Nachdem er im Juli 2011 im Viertelfinale der Militärweltspiele in Rio de Janeiro ausgeschieden war, gewann er im Oktober 2011 eine Bronzemedaille bei den Panamerikanischen Spielen in Guadalajara.
Im Mai 2012 konnte er mit Siegen gegen Johan Vargas, Jefferson Pérez und José Meza das Finale der amerikanischen Olympiaqualifikation in Rio de Janeiro erreichen und qualifizierte sich damit für die Olympischen Sommerspiele 2012 in London. Dort besiegte er Pak Jong-chol, schied jedoch im Achtelfinale gegen Jeyvier Cintrón aus.
Im September 2013 gewann er eine Bronzemedaille bei den Panamerikameisterschaften in Santiago de Chile und nahm im Oktober 2013 an den Weltmeisterschaften in Almaty teil, wo er in der Vorrunde gegen Hamza Touba unterlag.
Im März 2014 gewann er Gold bei den Südamerikaspielen in Santiago de Chile, wobei er unter anderem Ceiber Ávila und Eduard Bermúdez geschlagen hatte und erreichte im Mai 2014 das Viertelfinale der Militär-Weltmeisterschaft in Almaty.
Bei den Panamerikanischen Spielen 2015 in Toronto und den Panamerikameisterschaften 2015 in Vargas unterlag er jeweils in der Vorrunde.
Als Gastgeberland konnte Brasilien fünf Boxer ohne vorherige Qualifikation bei den Olympischen Sommerspielen 2016 in Rio de Janeiro antreten lassen, wobei Julião Neto einen der Plätze erhielt. Er schied jedoch in der Vorrunde gegen Antonio Vargas aus.

## Sonstiges
Neto wuchs mit sechs Geschwistern in ärmlichen Verhältnissen auf, sein Vater war gestorben, als er wenige Monate alt war. Mit dem Boxsport begann er erst im Alter von zwanzig Jahren, nachdem er vorher Hallenfußball ausgeübt hatte.